# Priacanthus macracanthus
Priacanthus macracanthus är en fiskart som beskrevs av Cuvier 1829. Priacanthus macracanthus ingår i släktet Priacanthus och familjen Priacanthidae. Inga underarter finns listade i Catalogue of Life.